# Élections générales nunavoises de 2008
Les élections générales nunavoises de 2008 a eu lieu le 27 octobre 2008 afin d'élire les députés de la 3e législature de l'Assemblée législative du Nunavut. Les élections se déroulaient dans 15 des 19 circonscriptions électorales sous forme de scrutin uninominal majoritaire à un tour. À cause de circonstances locales, les élections durent être reportées dans deux circonscriptions. De plus, deux circonscriptions n'ont pas eu à tenir d'élections étant donné que leurs candidats ne faisaient face à aucune opposition et furent acclamés.
Dix des quinze sièges pour lesquels se tinrent des élections le 27 octobre furent occupés par des nouveaux membres de l'Assemblée législative. Quatre des dix ont défait le candidat sortant. Le premier ministre Paul Okalik et le Ministre des Finances Louis Tapardjuk furent les deux seuls ministres du cabinet à conserver leur siège.
Le régime politique au Nunavut n'est pas organisé selon des lignes de partis, mais fonctionne plutôt selon un gouvernement de consensus dans lequel le Conseil exécutif du Nunavut est choisi par l'Assemblée législative lors du Forum du leadership du Nunavut. Au forum de 2008 qui se déroula le 14 novembre, Eva Aariak fut sélectionnée en tant que nouvelle première ministre.

## Annexe